# Лисиче
Лисиче (мкд. Лисиче) је насеље у Северној Македонији, у средишњем државе. Лисиче припада општини Чашка.

## Географија
Лисиче је смештено у средишњем делу Северне Македоније. Од најближег већег града, Велеса, насеље је удаљено 20 km западно.
Насеље Лисиче се налази у историјској области Грохот. Насеље је смештено у долини реке Тополке. Западно од насеља издиже се планина Јакупица. Надморска висина насеља је приближно 360 метара.
Месна клима је континентална.

## Становништво
Лисиче је према последњем попису из 2002. године имало 159 становника.
Према истом попису претежно становништво у насељу су етнички Македонци (100%).
Већинска вероисповест је православље.